# Hydrelia percandidata
Hydrelia percandidata är en fjärilsart som beskrevs av Hugo Theodor Christoph 1893. Hydrelia percandidata ingår i släktet Hydrelia och familjen mätare. Inga underarter finns listade i Catalogue of Life.